# لوان کالیایف
لوان کالیایف (روسی: Леван Алексеевич Каляев؛ ۱۶ مهٔ ۱۹۲۹ – ۱۹ اوت ۱۹۸۴) دونده، و ورزشکار دو و میدانی اهل اتحاد جماهیر شوروی سوسیالیستی بود.